# Ernst Rüdiger von Starhemberg
Ernst Rüdiger, conde de Starhemberg (12 de enero de 1638-4 de enero de 1701), fue el gobernador militar de Viena desde 1680 y defendió la ciudad durante la Batalla de Viena de 1683, general del Ejército del Sacro Imperio Romano Germánico durante la Gran Guerra Turca y presidente del Hofkriegsrat.   

## Biografía

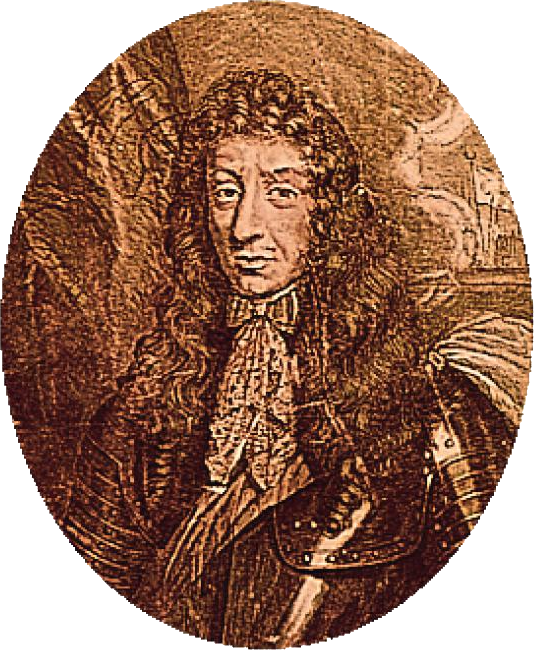
Starhemberg, grabado de Jean Le Pautre.

Nació en Graz, ducado de Estiria. Su primo, Guido von Starhemberg, también fue un famoso militar y combatió junto a él como ayudante de campo. En la década de 1660, Ernst Rüdiger von Starhemberg combatió bajo el mando del Teniente general Raimondo Montecuccoli contra fuerzas francesas y otomanas.
En 1683 era el comandante militar de la ciudad de Viena, al mando de menos de 20.000 hombres para enfrentarse a los aproximadamente 120.000 sitiadores otomanos. El 15 de julio de 1683, Starhemberg rehusó una oferta de capitulación del comandante otomano Kara Mustafá Pashá, contando con el rápido arribo de un ejército, enviado por el emperador Leopoldo I de Habsburgo que había abandonado su residencia, así como con la solidez de las murallas de la ciudad, levantadas después del sitio de Viena de 1529.
Después de dos meses, cuando el ejército al mando del rey polaco Jan Sobieski arribó en la primera mitad de setiembre, Viena estaba al borde del colapso. Sus murallas habían sido derribadas por zapadores otomanos, que excavaron túneles debajo de estas y detonaron barriles de pólvora en su interior. Finalmente, el 12 de setiembre, 80.000 soldados polacos, venecianos, bávaros y sajones atacaron a los otomanos y pudieron derrotarlos en Kahlenberg.
Ernst Rüdiger von Starhemberg fue ascendido al rango de mariscal de campo por el emperador, gracias a su acción de salvar la capital imperial. También fue nombrado ministro de estado. Persiguiendo a las tropas otomanas en retirada, Starhemberg fue gravemente herido en 1686 durante la Liberación de Buda por un disparo en su mano izquierda, teniendo que abandonar su mando. En 1691 fue nombrado presidente del Hofkriegsrat y estuvo a cargo de la organización del ejército habsburgico.
Starhemberg murió en Vösendorf el 4 de enero de 1701, a la edad de 62 años. Su tumba (levantada por Joseph Emanuel Fischer von Erlach) se encuentra dentro de la iglesia Schottenkirche en Viena.
El político austríaco Ernst Rüdiger Starhemberg (1899-1956) fue un descendiente colateral.

## Legado
Las generaciones posteriores han idealizado a Starhemberg como el salvador de Occidente y su cultura. Por orden del emperador Francisco José, en 1872 se levantó una estatua en su honor en el Museo de Historia Militar de Viena, donde la batalla de Kahlenberg está ampliamente documentada y se exponen la espada y la armadura de Starhemberg.  